# Arrowsmith (pel·lícula)
Arrowsmith és una pel·lícula en blanc i negre de John Ford que es va estrenar el 4 de desembre de 1931. Els actors principals van ser Ronald Colman, Helen Hayes i Richard Bennett. És una pel·lícula basada en la novel·la homònima (1925) de Sinclair Lewis guanyadora del premi Pulitzer. Va ser nominada a l'Oscar en diferents categories: al millor guió adaptat per a Sidney Howard, a la millor fotografia per Ray June, a la millor direcció artística per a Richard Day i a la millor pel·lícula.

## Repartiment
- Ronald Colman (Dr Martin Arrowsmith)
- Helen Hayes (Leora Arrowsmith)
- Richard Bennett (Gustav Sondelius)
- A.E. Anson (Professor Max Gottlieb)
- Clarence Brooks (Oliver Marchand)
- Alec B. Francis (Twyford)
- Bert Roach (Bert Tozer)
- Myrna Loy (Mrs Joyce Lanyon)
- Russell Hopton (Terry Wickett)
- David Landau (veterinari estatal)
- Lumsden Hare (Sir Robert Fairland, Governador)
- De Witt Jennings (Mr. Tozer)
- Beulah Bondi (Mrs. Tozer)
- John M. Qualen (Henry Novak)
- Claude King (Dr. Tubbs)
- Florence Britton (Miss Twyford)
- Adele Watson (Mrs. Novak)
- Charlotte Henry (pionera)
- Ward Bond (policia)
- Theresa Harris (nadiua)
- Raymond Hatton (embríac)
- Eulalie Jensen (Miss Robbins)

## Argument
En el pròleg, una jove pionera condueix una caravana cap a l'Oest. Ja començada la història principal, el seu net, Martin Arrowsmith, té una gran vocació per la recerca mèdica. Per això s'entrevista amb el professor Gottlieb, el qual l'aconsella que primer estudiï medicina i es formi per així comprovar si està qualificat. Quan acaba la carrera, Martin s'enamora de la infermera Leora "Lee" Tozer i s'hi casa. La necessitat de disposar de mitjans per mantenir la seva família el fa renunciar al seu interès per la recerca. Per contra, es trasllada a la petita ciutat natal de Lee a Minnessota, on esdevé metge rural. Malgrat la rutina diària, no oblida la seva passió per la ciència, sobretot després de conèixer el doctor Sondelius en una conferència. En aquell moment, la seva dona li fa saber que està embarassada.
Apareix a la regió una epidèmia de carboncle entre el bestiar i ell descobreix un sèrum que pot curar les vaques. La seva troballa fa que aconsegueixi una posició amb el Dr. Gottlieb al McGurk Institute a Nova York. Per altra banda, Lee pateix un avortament involuntari i queda estèril. A conseqüència d'això, es dedica a Martin, el qual, la seva recerca el manté fora durant molt de temps.
Al McGurk Institute coneix al director, el doctor Tubbs, i al químic Terry Wickett. Després d'alguns anys poc productius, un resultat inesperat de Martin provoca que Tubbs anunciï la gran troballa feta pel laboratori per descobrir ben aviat que aquesta ja ha estat feta prèviament per un investigador de l'Institut Pasteur.
Aquest fracàs porta a Arrowsmith a traslladar-se a un país del Carib per investigar una epidèmia de pesta bubònica i provar un nou sèrum que ha desenvolupat. Tot i les seves reticències, l'acompanya la seva dona i també Sondelius, que l'anima, tal com li ha suggerit Gottlieb, a estudiar la malaltia amb criteris científics: inocular el sèrum només a la meitat dels pacients per tal de validar estadísticament els resultats. Davant l'oposició de les autoritats a utilitzar la població blanca com a subjectes d'experimentació, Martin accepta l'oferta del Marchand, un doctor de color educat a la Howard University, d'investigar amb els nadius.
Martin ha d'anar a altres illes deixant sola Lee. Allà coneix el Lanyon, propietari d'una plantació, i la seva preciosa filla Joyce, que l'ajuda i que rep el sèrum experimental. Sondelius, que no ha rebut el sèrum acaba contraent la malaltia i abans de morir demana a Martin que administri el sèrum a tothom. Poc després Martin i Joyce fan l'amor. L'endemà, Arrowsmith rep una trucada de Marchand, que ha tornat a l'illa principal i descobreix que també està afectat. Decideix tornar ràpidament a casa preocupat per si Lee també s'ha infectat per a l'arribar ja la troba morta. Havia contret la malaltia per una cigarreta que negligentment havia deixat en el laboratori del marit.
Desconcertat, Martin acabarà aplicant la vacuna a tota la població, cosa que invalida el seu experiment i el porta a considerar que ha traït els principis de la recerca científica. El tractament però és un èxit i Tubbs, en nom de l'Institut, així ho presenta a la premsa.
Decideix tornar a Nova York per continuar investigant i rebutja la proposta de Joyce de quedar-se a viure amb ella. Allà, aprèn que Gottlieb ha patit un ictus i, rebutjant la proposta de Tubbs de ser cap de departament, decideix anar amb Terry Wickett a Vermont i obrir un laboratori i dedicar-se a la recerca pura.

## Producció
Primera pel·lícula des del 1921 que Ford no fa per a la Fox. Per a fer-la, Samuel Goldwyn va llogar a la Fox els seus serveis per 50.000 dòlars. John Ford ja era un director experimentat i consolidat en la indústria. Ja havia dirigit més de seixanta pel·lícules, i havia fet el pas al sonor amb la solvència habitual, demostrant ser digne de la confiança de l'estudi. Tot i això, tenia fama de bevedor i estava travessant una crisi personal i matrimonial. Per això, Goldwyn va exigir per contracte al director que no podia veure durant el rodatge. L'actriu Hellen Hayes va ser contractada aleshores a la MGM.
Durant el rodatge, Ford va tenir una discussió amb el seu ajudant de direcció H. Bruce Humberstone. Goldwyn va intervenir en la disputa prenent part per Humberstone i dient a Ford que es limités a dirigir la pel·lícula. Ford va marxar enfadat dient “si et decideixes a deixar-me acabar la pel·lícula truca’m a casa”. Quan arribava a casa ja tenia cinc trucades de Goldwyn demanant-li que tornés. Ford no va tornar fins uns dies després i borratxo. L'incident es va repetir un parell de cops durant la producció i al final va ser acomiadat. Goldwyn va demanar a la Fox el reemborsament de 4.100 dòlars dels que havia abonat per poder comptar amb Ford. La Fox també va acomiadar el director.